# 七星闘神ガイファード
『七星闘神ガイファード』（しちせいとうしんガイファード）は、1996年4月8日から同年9月30日までテレビ東京系で毎週月曜 18:30 - 19:00に全26話が放送された、東宝・テレビ東京製作の特撮テレビドラマ、および作中に登場するヒーローの名称。

## 概要
『電脳警察サイバーコップ』以来となる東宝映像事業部制作の特撮ヒーロー番組。元々はカプコンがコンピュータゲームとして企画していたものであった。
撮影は放送開始の半年前である1995年秋から1996年5月13日にかけて行われ、放送前にはほとんどの話数を撮影し終えていた。ストーリーは3部構成。
ストーリーはSFではあるが、「人間がヒーローになる苦しみ」をテーマとし、同時期に放送していた『超光戦士シャンゼリオン』が既存の特撮ヒーローへのアンチテーゼであるような内容の志向に対して、『仮面ライダー』のように「悪の組織に改造されたヒーロー」であるなど、1970年代の王道のヒーロー番組を意識したアナクロニズムの作品ムードのドラマ主体の構成となっている。子供番組であるということから逆説的にドラマの視点を子供向けに落とさないことが意識され、ディテールのリアリティにも拘っている。
メインスポンサーであるカプコンはゲームソフト会社であり玩具を取り扱っていないため、特撮番組としては珍しくメインスポンサーからヒーロー玩具が発売されなかった。
玩具展開を想定していないため、ガイファードは武器や乗り物の類を持たず、徒手空拳で戦う。技斗は他作品との差別化を図るため、Vシネマや『ビーバップ・ハイスクール』などの主に一般作の殺陣を担当していた高瀬道場を起用し、拳法に基づいたパンチ一発の重みを感じさせ、決して流麗ではないが実践的でリアルな殺陣が本作品の特徴となっている。本作品は高瀬道場による唯一のスーツアクション作品であり、道場主催でアクション監督を務めた高瀬将嗣はスーツをサポーターの類と解釈し実際に打撃を当てていたため、造型担当の品田冬樹は、撮影の度にスーツの修復を要したことを証言している。また、変身場面はモーフィングを使用して表現されている。
メイン監督は、『電脳警察サイバーコップ』を担当した村石宏實が務め、同作品のヒロインであった武田雅子が敵側でレギュラー出演した。

## あらすじ
武者修行の旅を続けていた風間剛は、兄・将人が行方不明という情報を得て日本に戻る。剛をライバル視する瀧道行は将人の情報を餌に剛を呼び出すが、それは犯罪組織・クラウンの罠であった。クラウンは世界中の格闘家を集め、改造人間である「ガイボーグ」、あるいは未知の生命体・ファラーを寄生させることで人体を変化させた「ミューティアン」へと変成させ、究極の戦士を作り上げることを目的としていた。
剛は瀧と共に拉致され、ガイボーグに改造されるも、反クラウンの科学者・城石の手引きにより脱走する。城石は剛にクラウンと闘ってほしいと頼むが、自分が闘いを好み求める人間と化してしまうことを恐れた剛にとっては聞き入れられない頼みであった。しかし、ミューティアン・ジャークスと化した瀧に立ち向かう城石を見て、剛は強さを極めるのではなく、誰かを助けるために闘うことを決意。気の力を物理的エネルギーに変えて放つジャークスは手強く、剛はピンチに陥るが、その時、剛の体に異変が起き、ガイボーグとミューティアンの複合体である「ガイファード」が誕生した。
ガイファードは身に着けた拳王流の技・極星拳を繰り出し、ジャークスを倒す。そして、兄を探す旅とクラウンを倒す闘いが始まった。

## 登場人物

### 主要人物と関係者
風間 剛（） / ガイファード
物語の主人公。22歳、身長184cm、体重65kg、血液型O型。ガイファードのコードナンバーはGX-04。
拳王流拳法の使い手で、王気七星破を操る。猪突猛進でガサツな性格で麗とは喧嘩が絶えない。熱血漢だが武道家らしい沈着冷静な面を持ち、かつては兄の将人と共に「日本空手界無敵の兄弟」と呼ばれていた。反面将人からはその技、闘争心において憧れられており、拳王流の未来を託されようとしていたが、剛自身は拳王流は将人が継ぐべきだと考え、17歳の時に将人に全てを託し武者修行の旅にでる。基本的に戦うことが嫌いであり、争いごとを求めるような人間にはなりたくないと考えている。
その後将人が行方不明と知り探すために日本に帰国するが、同じ拳王流門下生の瀧道行と共にクラウンに囚われ改造手術を受け、ガイボーグとミューティアンの複合体・ガイファードとなる。当初は感情が頂点に達することでしか変身できなかったが、第3話で慈明から拳王流の究極奥義「鎧気装」を伝授することによってガイファードに変身する能力を得る。そして第7話で捕らわれていた将人を救出することに成功するが将人はデスファードに改造されており、どちらが拳王流を継ぐに相応しいか明白にするために決着をつけることになる。結果は相打ちとなったが、将人は爆発寸前のクラウンの基地に消え行方不明となってしまう。戦いが終わり自分が人間じゃないこと、将人を手にかけてしまった自責の念に駆られ、城石たちの元を去ってしまう。そして街を放浪している時に、死んだはずの紫苑を見つけ、まだクラウンが壊滅していないこと、ゾディアックの存在を知り再び城石たちと一緒に戦うことを決める。当初、どこでなぜファラーに寄生されたのか気づいてなかったが、かつて武者修行の傍ら、ナスカの地上絵を見物しようと訪れたペルー・アンデス山脈で密かに寄生されていたことが第13話にて判明した。また第22話の杉野里香との会話で、両親を亡くしていることが示唆される。
第22話でガイアソルジャー・ジャンゴに敗れ、命を落とすが、ガイア・ネットを発動させる3つのキーアイテムの1つ「龍水晶」を体内に取り込むことで何倍にもパワーアップして復活を遂げた。最後は兄・将人と共にゾディアックを倒すも、起動してしまったガイア・ネットを停止させるため装置へ飛び込んで行き消息不明となる。日常での移動にはカワサキ・KLXを用いる。
城石 丈雄（）
ガイファードとなった剛の協力者。38歳。通称「ドクター」。
医学・工学・物理学に天才的才能を持つ。医学の発展のためにクラウンに入りファラーの研究をしていたが、事故により部下の木原がミューティアンとなって死亡してしまい、研究を全て白紙に戻そうとするもクラウンの目的が、戦闘兵士の開発だと知らされ幽閉されてしまう。研究所がジャークスによって崩壊寸前の時に剛と出会い脱走に成功。剛と共にクラウンとの戦いに投じる。後に麗と優のためにパワーアクセレーターを開発した。また中野刑事とはソリが合わないのか、お互いにバカにしあっており中野からは「へっぽこ科学者」と呼ばれており、城石も中野のことを執念深さから「ゴキブリ刑事」と呼んでいるが、本心では尊敬しており第14話ではメタルファード・グローブの攻撃で、重傷を負った難病を患っている少年キヨシの血液を入手するために一緒に協力した。
アイスクリームはバニラ派で、ピーチ派の剛とはその点だけ意見が合わない。料理も得意で、剛との生活では、炊事役を買って出ている。日常での移動にはスズキ・ジムニーを用いる。必殺技は敵に頭突きを放つ「ドクターボンバー」。
- 村越に対して恋愛感情を示す台詞が撮影されていたが、完成作品ではカットされた。

九條 麗（）
九條財閥の令嬢で、剛と共に拳王流拳法を学んでいた女子高生。17歳。
拳法の腕は剛にも劣らない。両脚に装着するパワーアクセレーターで戦うが、闘いの中で素手でファングを倒せるほどの成長を見せる。当初は将人を尊敬しており、彼と正反対の性格である剛を嫌っていたが、剛の境遇を知ってからは良き協力者となり、徐々に惹かれていく。
九條 優（）
麗の弟。小学6年生。12歳。
拳法の腕はまだまだだが、両腕に装着するパワーアクセレーターで戦いつつ、天才ハッカーとして剛をサポートをする。城石を尊敬しており、彼と一緒に行動することが多い。

風間 将人（） / デスファード
剛の兄。26歳。デスファードのコードナンバーはGXMF-25。
拳王流道場の師範。5年連続で全日本空手チャンピオンの座に就いた天才格闘家で、剛と共に「日本空手界無敵の兄弟」と呼ばれていた。
自分を上回る才能を秘めた剛との決戦を望むが、剛が対決を拒んで旅をしていた間にクラウンに囚われ、デスファードに改造される。自分の思いを利用されていると知りつつガイファードと戦い、相打ちになった後、崩壊するクラウン本部に引き返して姿を消した。後に再登場し、ガイファードと共にゾディアックを倒すも、起動してしまったガイア・ネットを停止させるため装置へ飛び込んで行き消息不明となる。
中野 祐二（）
「はみ出し刑事」を自称し、官憲の立場から剛に協力する。第6話から登場。
第15話でメタル紫苑の投げた短剣を受け、重傷を負い、戦線を離脱するが最終話にて復帰。クラウンに捕まった剛を助けるため、また、ガイア・ネット発動を阻止するために城石たちと共にガイア・ネットの眠る富士へと向かう。使用車輌（パトカー）は初期を除いてマツダ・ルーチェ。
- 名前は、脚本の石井博士がファンである『俺たちの勲章』で松田優作が演じた刑事の名前から取られている。当初は1回限りのゲストの予定であったが、スタッフからの要望により準レギュラーとなった。

村越 悦子（）
考古学者。第19話から登場。
クラウンに北辰文書の解読を強要されたが剛たちに救われ、以後は彼らに協力する。北辰文書の解読を進め、ガイア・ネットの在処が富士の地底だと突き止めた。

### 拳王流拳法
日本の某所にある石動山を総本山とする古流拳法の流派。
慈明（）
拳王流拳法の総帥。剛や将人の師匠でもあり、ガイファードとして戦うことに迷っていた剛に究極奥義を授けた。拳王流総本山の石動神社で、ガイア・ネットの発動に必要な3つのキーアイテムの1つ「神獣鏡」と黄泉のオロチ（＝ガイア・ネット）について記された北辰文書を守っていたが、第18話でガイアソルジャー・ルドラに致命傷を負わされ、死ぬ間際に剛に拳王流宗子の証である勾玉を授ける。
後に第23話で生死の境をさまよう剛の精神世界に現れ、最終話でもゾディアックに捕らえられてガイア・ネットに接続されてしまった剛を救おうとする麗や優の前に現れて助言をした。
夜叉丸（）
長髪が特徴の慈明老師の弟子。とても美しい蹴りを見せ、ファングとも素手で渡り合えるほどの実力を持っており、悟道と共にボルギスに捕らわれた城石と麗を助け出す。
悟道（）
夜叉丸と同じく慈明老師の弟子。とてつもない怪力を秘め、ボルギスに拘束された城石と麗を鎖を引きちぎり助ける。
サキ
慈明老師の女弟子。上記の2人とは違い、慈明のように気を物理的エネルギーとして放つ技を得意とする。優に惚れられている。

## クラウン
表向きは様々な財閥や企業からの資金を基に最先端科学技術の開発を進める研究団体。しかしその実態は、科学力を悪用し人類の支配を企む凶悪な秘密組織である。当初は究極の戦闘兵士の開発を目的とする「アルティメットトルーパー計画」に注力していたが、第2部では大量に培養したファラーを世界中に放って全人類に寄生させ、ミューティアンにして支配しようとした。しかし、いずれの計画もガイファードに阻止され、最終計画「ガイア・オペレーション」で人類の滅亡を企む。
ゾディアック
強大なパワーを持つ、クラウンの支配者。元々は遺伝子工学の権威で、ペルーで発見されたファラーのために派遣された調査団の団長も務めた。しかし、その際にファラーの想像を絶する生命力に取り憑かれ、自らファラーを体内に取り入れてモンスターと化し、地球をファラーの惑星にするという理想を打ち立てる。
当初「アルティメット・トルーパー計画」はバイクロスに全て委ねており、第8話で損傷したバイクロスのボディアーマーの顔像を通して紫苑にメタルマスターの指揮下に入ることを命令した。「ファラー培養計画」では、基地内の不気味な石像を通じてメタルマスターと紫苑に指令を送っており、当初は剛を仲間に引き入れようとしていた。しかしガイファードによって、メタルマスターを倒されファラー発射プラントも潰えさせられ、遂に自ら姿を現しクザンと共に、古代の超科学文明が生み出した地軸変動装置「ガイア・ネット」を起動させて地球上に天変地異を引き起こし、人類を滅ぼす最終計画「ガイア・オペレーション」を発動。ガイア・ネットを完成・発動させるために必要な3つのキーアイテム「神獣鏡」・「七星剣」・「龍水晶」を集めるため、「ダルガのタブレット」に封じ込まれていたダルガの妖気を用いて、ミューティアンやメタルファードよりも強力な「ガイアソルジャー」を生み出す。
最期はガイファードとデスファードの合体技「連撃極星拳」に敗れ、「いずれ人類は、自分たち自身の手で滅びるのだ。互いに殺し合い、地球さえも破壊して」と言い残し爆死した。必殺技はエネルギー波を片手で放つ「デス・クロス・クラッシュ」、両手で放つ「デス・クロス・バスター」、両手より業火を放つ「デス・クロス・ブレイズ」。

バイクロス
クラウンの司令官で、アルティメットトルーパー計画の実行責任者。第1部終盤、これまでの作戦の失敗で自分の立場が危うくなったため、自らファラーを寄生させ虎のミューティアンとなり白虎拳でガイファードに挑むも、撃竜衝を受け敗北した。ミューティアン時の必殺技は手から気弾を放つ「白虎衝裂斬」。ミューティアンとしてのコードナンバーはMTBK-24。

紫苑 恵（） / メタル紫苑
ファラーを研究するクラウンの科学者。第1部の終盤、クラウン本部の崩壊の際、崖から転落し重傷を負い、第2部で半身をガイボーグ化したメタル紫苑として復活。元とかけ離れた体にされた理由を作った剛に憎悪を抱く。メタル紫苑のコードナンバーはGXSS-32
実は科学者・塩沢の新薬の実験台にされた母を失い、人生を踏み外してクラウン入りした過去を持つ。第15話で母の仇である塩沢を殺そうとするが、剛と城石の説得により思いとどまる。しかし、そこで塩沢が放った銃弾により死亡。その後、脳だけをメタルマスターに回収され、ファラー搭載ミサイル発射プラントのコンピューターに組み込まれてしまったが、改心した脳がガイファードに協力し、基地ごと爆死した。
ミノー
ガイボーグを研究するクラウンの科学者。ミューティアンを推進する紫苑とはライバル関係にあり、互いにいがみ合っていた。第1部の終盤、クラウン本部の崩壊の際、紫苑に射殺される。

メタルマスター
ガイファードに倒されたバイクロスに代わり2代目司令官となったメタルファード。コードナンバーはMFMT-33。甲冑を身に纏った骸骨と形容すべき姿をしている。不死の体を手に入れるために脳以外を機械に置き換えており、人間の持つ感情や不完全さなどを嫌う。
第16話で、死亡した紫苑の脳だけを電子頭脳としてファラー搭載ミサイル発射プラントのコンピューターに組み込み、ガイファードに気のパワーを弾く特殊合金製の剣を用いて挑むが、極星拳によって倒される。必殺技は剣から無数の雷状のエネルギー波を発射する「カイザー・スパーク」、剣から衝撃波を放つ「ライトニング・スラッシュ」など。
クザン
ロマンを求めるあまり、人類を滅亡に導くガイア・ネットの研究により学会を追われた偏狭的な考古学者。ゾディアックの片腕として、ガイア・オペレーションに協力する。最期は「ガイア・ネットは私のロマンだ」と言って自爆装置のスイッチを押し、崩れ落ちる地下基地と運命を共にした。
ファラー
緑色のゲル状の外見を持つ未知の宇宙生物。人間に寄生し、ミューティアンに変えてしまうが、人間の免疫力を高め様々な難病に苦しんでいる人を元の健康な状態に戻すこともできる。また、ファラーに寄生された生物は気（生命エネルギー）を物理的エネルギーに転換して放つ能力を得る。寄生した生物の潜在意識を表面化させる働きもあり、これによって将人（デスファード）や瀧（ジャークス）は武道家としてのエゴが暴走し、剛と敵対することになった。
ミューティアン
人間にファラーを寄生させることで誕生するモンスター。その過程で触媒細胞として使用される生物の特徴を持つ。普通の人間に寄生させただけでは不完全なミューティアンしか生まれず、またすぐに絶命するため、武道家などの鍛えられた人間に寄生させる必要がある。
ガイボーグ
ミューティアンと並行して「アルティメットトルーパー計画」の一環として開発されていたサイボーグ戦士。手術に耐えうる屈強な肉体の若者や最先端のテクノロジーを駆使したパーツなど、非常に経費が嵩む割に大した成果が上がらず、戦闘員並みの扱いを受けていた。偵察装置「コマンド・サテライト」、50万ボルトの電気ショックを標準装備しており、特殊機能を作戦に応じて追加する。
メタルファード
ガイファード・デスファードと同じくガイボーグボディにファラーを寄生させた生物兵器。理論的にガイファードと同等の能力を持ち、全員が何らかの武器を用いて攻撃してくる。
ガイアソルジャー
ゾディアックの持つダルガのタブレットの妖気を身に帯びたメタルファードがパワーアップして変貌したもの。メタルファードを上回る力を持っている。
- 撮影用スーツもボリューム感のあるものとなった。

ファング
クラウンの戦闘員。ガイボーグの生産性の低さとコストを改良して作り出された量産型であり、プロトタイプのガイボーグよりも力は劣るが、それでも常人の10倍の戦闘力を誇る。

## 拳王流拳法
王気七星破（）
ガイファードとデスファードが使う拳王流拳法の究極奥義。万物を構成する「木火土金水」の五元気に「星」と「風」の気を合わせた七星気に見立てた技の総称である。ガイファードとデスファードは、ファラー由来の気（生命エネルギー）を物理的エネルギーに転換して放つ力によって拳や脚から気弾を放つ技としても用いる。剛は当初、極星拳と烈火撃しか使えなかったが、第3話で修行の末に残りの技を会得した。
風花乱舞（）
「木」の気を用いた技で、風に舞う花びらのごとく放つ回し蹴り。
モチーフはマーシャルアーツのかけ回し蹴り。
烈火撃（）
「火」の気を用いた技で、連続正拳突きを打ち込んだ後、右拳を打ち込む必殺技。
モチーフは日本空手の縦拳と伝統空手の裏拳。
地雷震（）
「土」の気を用いた技で、超音速で繰り出す脳天踵落とし。
モチーフはテコンドーのネリョチャギ（踵落とし）。
爆雷破（）
「金」の気を用いた技で、横蹴りを放つ必殺技。
モチーフはマーシャルアーツの足刀（サイドキック）。
砕撃蹴（）
「水」の気を用いた技で、敵を一撃で粉砕するため助走をつけて放つ前蹴り。
モチーフは伝統空手における飛び前蹴りの二段蹴り。
極星拳（）
「星」の気を用いた技で、強力な破壊力を秘めた拳を打ち込む必殺技。ガイファードが敵を倒す際の決め手として最も多用された。
モチーフは伝統空手における中段正拳突き。
撃竜衝（）
「風」の気を用いた技で、破壊力はあるが体力の消耗が激しい両十字手刀。
モチーフは古流刀法の唐竹割り。
連撃極星拳（）
ガイファードとデスファードが極星拳を同時に放つ合体技。デスファードはガイファードとは逆の拳で極星拳を放つ。
鎧気装（）
拳王流拳法のもうひとつの究極奥義。七星気を一体とし、気の鎧として身に纏う防御法。第3話で修行の末に剛が会得し、以降はこれによってガイファードに変身する。

## 用語
コマンド・サテライト
クラウンが所有する浮遊式の小型カメラ。「CS」という略称で呼ばれることもある。ガイボーグは肩部に収納している。
ガイア・ネット
古代の超科学文明（劇中ではマヤ文明と呼称）が作り出した地軸変動装置。北辰文書では「黄泉のオロチ」として記されている。
その本質は、ダルガのタブレットと3つのキーアイテム「神獣鏡」・「七星剣」・「龍水晶」をセットすることで起動し、地軸変動を起こす最終兵器。劇中ではダルガのタブレットを組み込まれただけで、電波障害などを引き起こした。
ダルガのタブレット
ガイア・ネットに組み込むことでその封印を解く力があり、ガイア・ネットを起動させる最初のキーアイテム「神獣鏡」の所在も記されている。また膨大な妖気が秘められており、妖気によってメタルファードをガイアソルジャーに強化させた。
神獣鏡
ガイア・ネットを起動させる最初のキーアイテム。石動神社の御神体で、中央には七星剣と同じ文様が刻まれている。クラウンの手によって奪われる。
七星剣
ガイア・ネットを起動させる第2のキーアイテム。多数の候補の中で、剣の鍔の部分に神獣鏡と同じ文様が刻まれていたため、それが決め手となって見つかった。
「アデスカの剣」としてアデスカ高原の遺跡に安置されていたが、盗掘者の餌食となって現代では美術商が持っていた。ガイアソルジャー・ワルキューレとの争奪戦の末に剛たちが手に入れるが、これもまたクラウンの手によって奪われる。
龍水晶
ガイア・ネットを起動させる最後のキーアイテム。剛は龍水晶と合体したことにより復活した。

## キャスト
- 風間剛 - 川井博之
- 城石丈雄 - 赤星昇一郎
- 九條麗 - 清水あすか
- 九條優 - 立川大和
- 風間将人 - 加納詞桂章
- 中野祐二 - 友金敏雄
- 村越悦子 - 星遙子
- 慈明 - 出光元
- 夜叉丸 - 森聖二
- 悟道 - 加賀谷圭
- サキ - 高橋奈穂子
- ゾディアック - 婆裟羅天明
- ゾディアックの声 - 飯塚昭三
- バイクロス - 岡部健
- 紫苑恵 / メタル紫苑 - 武田雅子
- ミノー / メタルマスター - 島村日出人
- クザン - 市川勇
- 塩沢 - 郷田ほづみ
- ナレーション - 岡部政明

### スーツアクター
- ガイファード[17]、夜叉丸 - 森聖二
- デスファード - 江戸松徹

## スタッフ
- プロデューサー：黒川雅彦、斎春雄、岩田圭介（テレビ東京）
- 脚本
  - 第1部：会川昇、稲葉一広、石井博士
  - 第2部：稲葉一広、石井博士
  - 第3部：稲葉一広、石井博士
- 音楽：yamanaka (山中剛)
- ナレーション：岡部政明
- アクションクルー：高瀬道場
- 監督
  - 第1部：村石宏實、神澤信一、北村義樹
  - 第2部：村石宏實、高野敏幸
  - 第3部：村石宏實、神澤信一、高瀬将嗣
- 撮影：西野高司
- 照明：田村文彦
- 美術：藤原慎二（ハビッツ）、古谷良和
- 特殊美術：寺井雄二
- 造形デザイン：三枝徹、大迫純一、西村祐次、田崎一軌、富田与四一
- 特殊造形：品田冬樹（ビショップ）、藤好信暁、ペズ、ボンクラフト
- 録音：星一郎
- 選曲・効果：スワラプロダクション
- コンピューター：藤本成司
- 仕上：加藤ひろみ
- 編集：大高勲
- 操演：東京オールエフェクト、島尻忠次、中田真実子（ローカスト）
- メイク：国信幸子、島田かおり
- 装飾・小道具：京映アーツ
- 衣裳：中村美保、東宝コスチューム
- VFX・ポスプロ：ビジョンユニバース
- タイトルCG：ソニーPCLシネオンスイート
- 現像：東京現像所
- スタジオ：東宝ビルト
- 助監督：城本俊治
- 計測：北信康
- 制作主任：佐々木孝裕、石谷太郎、嘉藤博、菖蒲昌弘
- プロデューサー補：村瀬由美（テレビ東京）、村田祐一
- 制作プロデューサー：小久保利己、上田利夫
- 原案設定：カプコン
- 企画協力：エフエムシー
- 構成協力：会川昇
- 製作協力：アエール、創英舎、国際放映
- アクション監督：高瀬将嗣
- スーパーバイザー：小林哲也
- 製作：東宝株式会社、テレビ東京

## 主題歌
オープニング・エンディングテーマ共に歌詞にキャラクター名が一切入っていない主題歌となっている。
放送時のみオープニングに「ガイファード」というコーラスが加えられているが、音源化されていない。
主題歌「永遠の誓い」
歌・作詞・作曲：福山憲三 / 編曲：KEIME
第19、20、23、24、26話では挿入歌としても使用された。
エンディング「Be friend」
作詞：川村真澄 / 作曲：新川雅啓 / 編曲：京田誠一 / 歌：渋谷琴乃
第21話では挿入歌としても使用された。

## 放送リスト
参照宇宙船78 1996, p. 47、宇宙船YB 1997, p. 60
- 括弧の中に表示されているのはスーツアクター。レギュラー幹部しかクレジット名がなかったため、声優は不明（ゾディアックは除く）。

| 話数                        | 放送日            | サブタイトル       | 登場怪人                                                                              | ゲスト | 脚本              | 監督              |
| 第1部「兄探し編」           | 第1部「兄探し編」 | 第1部「兄探し編」  | 第1部「兄探し編」                                                                     | 第1部「兄探し編」 | 第1部「兄探し編」 | 第1部「兄探し編」 |
| --------------------------- | ----------------- | ------------------ | ------------------------------------------------------------------------------------- | --- | ----------------- | ----------------- |
| 1                           | 4月8日            | ガイファード誕生!  | - ミューティアン・ジャークス（火乃健太） - ミューティアン（川島にじ子）               | - 瀧道行 - ヨコスカ潮也 - 木戸 - 江戸松徹 - 木原 - 川島にじ子                                                               | 会川昇 石井博士   | 村石宏實          |
| 2                           | 4月15日           | あやうし! 剛       | - ミューティアン・ドグロス（榊原司郎） - 実験体ミューティアン・M-17                   | - 瀬木一将 | 稲葉一広          | 村石宏實          |
| 3                           | 4月22日           | 見たか究極の超変身 | - ミューティアン・ボルギス（江戸松徹）                                                | | 稲葉一広          | 神澤信一          |
| 4                           | 4月29日           | 脱出! 遺伝子研究所 | - ミューティアン・スパイラス（日和佐裕子）                                            | - 中島一義 - はせさん治 - 茶風林 - インストラクター - 岩田真理子 - 幸田誠 - 菅野良介 - 青木真理 - 伊藤友美 - 崎本大海       | 石井博士          | 神澤信一          |
| 5                           | 5月6日            | バトルキラー計画   | - ミューティアン・アンタレス（瀬木一将） - ガイボーグ801（榊原司郎）                  | - 高根竜二 | 石井博士          | 北村義樹          |
| 6                           | 5月13日           | 殺気! 殺人音波     | - ミューティアン・ギルパルス（火乃健太）                                              | - 五十嵐貴久 - 網野あきら - 市川 - 吉中六 - 新井 - いぐち武志 - 小藤 - 安藤充男 - ニュースキャスター - 向井弓子 - 大滝明利  | 石井博士          | 北村義樹          |
| 7                           | 5月20日           | クラウン最強の戦士 | - ミューティアン・バイクロス（瀬木一将） - デスファード（江戸松徹）                   | - 田中考雄 - 井上文彦 | 稲葉一広          | 神澤信一          |
| 8                           | 5月27日           | 宿命の対決!        | - ミューティアン・バイクロス（瀬木一将） - デスファード（江戸松徹）                   | | 稲葉一広          | 神澤信一          |
| 第2部「ファラー散布計画編」 |                   |                    |                                                                                       | |                   |                   |
| 9                           | 6月3日            | クラウンの野望!    | - メタル紫苑 - メタルマスター - メタルファード・ドラゴス（榊原司郎） - ミューティアン | - 茨田健二 | 石井博士          | 村石宏實          |
| 10                          | 6月10日           | 倒せメタルファード | - メタル紫苑 - メタルマスター - メタルファード・ドラゴス（榊原司郎） - ミューティアン | | 石井博士          | 村石宏實          |
| 11                          | 6月17日           | ブレインジャック   | - メタルファード・バトロッド（岩田清）                                                | - 勇静華 | 稲葉一広          | 高野敏幸          |
| 12                          | 6月24日           | 突撃! バトルキッズ | - メタルファード・バイケン（横川誠）                                                  | - 並樹史郎 - 山木香織 - 西尾真理                                                                                            | 稲葉一広          | 高野敏幸          |
| 13                          | 7月1日            | 暗殺指令GX-9       | - ガイボーグ・GX-9（山口祥行）                                                        | - 須藤ミサ - 小栗華織 - 高木勝 - 大蔵賢二 - 沢井俊夫 - 多田功                                                               | 稲葉一広          | 村石宏實          |
| 14                          | 7月8日            | 守れ! 小さな命     | - メタルファード・グロープ（榊原司郎）                                                | - 香月弥生 - 林達也 - 佐藤直子                                                                                              | 稲葉一広          | 村石宏實          |
| 15                          | 7月15日           | 復讐の赤いバラ     |                                                                                       | - 塩沢良介 - 郷田ほづみ - 中学時代の紫苑 - 早稲田多恵 - ニュースキャスター - 三輪優子 - 記者A - 五十嵐正敏 - 記者B - 下山栄 | 稲葉一広          | 高野敏幸          |
| 16                          | 7月22日           | カウントダウン!    | - 豊岡英朗 - 三本英明                                                                 | | 稲葉一広          | 高野敏幸          |
| 第3部「ガイアネット計画編」 |                   |                    |                                                                                       | |                   |                   |
| 17                          | 7月29日           | ゾディアック登場!  | （総集編）                                                                            | | 石井博士          | 村石宏實          |
| 18                          | 8月5日            | ガイアネット解放!  | - ガイアソルジャー・ルドラ（岩田清）                                                  | 稲葉一広 |                   | 村石宏實          |
| 19                          | 8月12日           | 北辰文書のなぞ     | - ガイアソルジャー・スカラベス（江戸松徹）                                            | - 新井康弘 - 和沢康司 | 石井博士          | 神澤信一          |
| 20                          | 8月19日           | ワルキューレの罠   | - ガイアソルジャー・ワルキューレ（花田奈美）                                          | - 久保田照子 - 北川たか子 - 玲子 - 平野朝子                                                                                 | 石井博士          | 神澤信一          |
| 21                          | 8月26日           | 七星剣を追え!      | - ガイアソルジャー・ミノス（浦田右近）                                                | - 川屋せっちん - 祭健太 | 稲葉一広          | 神澤信一          |
| 22                          | 9月2日            | ガイファード死す!  | - ガイアソルジャー・ジャンゴ（瀬木一将）                                              | - 佐藤亜里香 | 稲葉一広          | 高瀬将嗣          |
| 23                          | 9月9日            | 復活!              | - ガイアソルジャー・ジャンゴ（瀬木一将）                                              | - 佐藤亜里香 | 稲葉一広          | 高瀬将嗣          |
| 24                          | 9月16日           | よみがえる闇の戦士 | - ガイアソルジャー・ラングール（火乃健太） - ガイボーグ（岩田清、城田洋介）           | | 石井博士          | 神澤信一          |
| 25                          | 9月23日           | 地球最後の日       | - ガイアソルジャー・ヴァルカノン（火乃健太）                                          | 稲葉一広 | 村石宏實          |                   |
| 26                          | 9月30日           | 永遠の誓い         | - ゾディアック                                                                        | 稲葉一広 | 村石宏實          |                   |

## 逸話
- 第15話の郷田ほづみの出演交渉は、怪物ランドの仲間であった赤星自らが行った[14]。「彼はイヤミな役が似合うから」というのがその理由だという[14]。平光琢也からは撮影終了後に赤星の元へ出演を希望する電話があったという[14]。
- DVD収録の高瀬道場の特典インタビューによると、ガイファードが爆発の中を走る提供クレジット用シーンの撮影時、爆発の火でスーツの背中が焦げてしまい、スタッフが懸命に消したという。
- 第23話で復活したガイファードの攻撃を受けたジャンゴが何度も頭を抱えるシーンがあるが、フルコンタクトのためスーツの視界が合わなくなり直そうとしたためと、同特典インタビューで語られている。
- 香港では1996年10月より放送され人気を博し、玩具やVCDなどの映像ソフトなどの関連商品が発売された[5]。
- 本作品のオリジナル・サウンドトラックには、カプコン以外関連が無い『ロックマンX3』のオープニングテーマ「ONE MORE TIME」と、『バイオハザード』のエンディングテーマ「夢で終らせない…」と、同じくオープニングテーマ「氷のまなざし」が収録されている。

## 映像ソフト化
ビデオ、LD、DVDが東宝からリリースされている。
- LD『七星闘神ガイファード 王気七星破BOX』 1997年3月30日発売[19]。
- 2005年2月25日にDVDのVol.1、3月25日にVol.2が発売[20][21]。また2018年には「東宝DVD名作コレクション」としてDVD全4巻が発売された[1]。

## ゲーム『七星闘神ガイファード クラウン壊滅作戦』
カプコンより1998年11月19日発売。
番組終了から2年後に発売されたプレイステーションとセガサターン用のゲーム。謎解きやバトルをしながら進んでいく迷路ゲーム。バトルはカードバトルとなり、バトルをする前に「ボーナスアタック」としてボタンを連打する。ボーナスアタックが終了すると、攻撃、必殺技、回復のコマンドが出る。攻撃するとカードの柄が動くだけの、いわゆるRPGのような対戦。
主人公はクラウンに捕まったジャーナリスト、速水を操作する。しかし主人公側の視点のゲームのため速水の顔はほとんど見ることはできない。ストーリーモードは第1部のエピソードを追体験する形となる。
ストーリーモードで集めたカードデータはvsモードでも使える。また、イラストモードでは本編の貴重なイラスト資料が閲覧できる。

### キャラクター
速水耕一
クラウンの秘密を暴こうと捕まってガイボーグに改造されたジャーナリスト。第17話にも名前のみ登場する。